# Hong Kong na Universíada de Verão de 2021
Hong Kong participou da Universíada de Verão de 2021, que aconteceu em Chengdu, na China, entre 28 de julho e 8 de agosto de 2023.
Foram 142 atletas — 80 masculinos e 62 femininos — em dez modalidades olímpicas e uma não olímpica — o wushu.

## Competidores
Estas foram as modalidades e atletas que disputaram a edição:
| Esporte             | Masculino | Feminino | Total |
| ------------------- | --------- | -------- | ----- |
| Atletismo           | 13        | 11       | 24    |
| Badminton           | 6         | 6        | 12    |
| Esgrima             | 10        | 10       | 20    |
| Ginástica artística | 3         | 1        | 4     |
| Natação             | 11        | 4        | 15    |
| Taekwondo           | 6         | 5        | 11    |
| Tiro com arco       | 6         | 2        | 8     |
| Tênis               | 4         | 3        | 7     |
| Tênis de mesa       | 5         | 5        | 10    |
| Voleibol            | 12        | 12       | 24    |
| Wushu               | 4         | 3        | 7     |
| Total               | 80        | 62       | 142   |

## Medalhas

### Medalhistas
Estes foram os medalhistas desta edição:
| Cheung Ka Long Ryan Choi | Lee Yat Long Aaron Lawrence Ng |

| Coleman Wong | Cody Wong Hong-yi |

| Lam Yee Lok Ng Wing Lam Lee Hoi Man | Doo Hoi Kem Soo Wai Yam |

| Ho Kwan Kit | Doo Hoi Kem |

### Por modalidade
Estas foram as medalhas por modalidade nesta edição:
| Esporte       | Medalha de ouro | Medalha de prata | Medalha de bronze | Total de medalhas |
| ------------- | --------------- | ---------------- | ----------------- | ----------------- |
| Esgrima       | 3               | 0                | 1                 | 4                 |
| Wushu         | 1               | 1                | 2                 | 4                 |
| Tênis de mesa | 0               | 0                | 2                 | 2                 |
| Badminton     | 0               | 0                | 1                 | 1                 |
| Tênis         | 0               | 0                | 1                 | 1                 |
| Total         | 4               | 1                | 7                 | 12                |